# Torbiejewo
Torbiejewo (ros. Торбеево, moksza Тарбей) – osiedle typu miejskiego w środkowej Rosji, centrum administracyjne rejonu torbiejewskiego w Republice Mordowii.
Miejscowość liczy 8876 mieszkańców (1 stycznia 2020 r.).
Znajduje się tutaj stacja kolejowa Torbiejewo, położona na linii Moskwa – Riazań – Samara.